# Полянки (станция)
Поля́нки — железнодорожная станция в городе Ярославле, расположена в Красноперекопском районе города в 277 километрах от Ярославского вокзала Москвы. Открыта в 1951 году. .

## Название
Название станции дала деревня Полянки. Она не сохранилась, но старожилы Нефтестроя помнят несколько частных деревянных домов напротив станции со стороны посёлка Нефтестрой. Деревня вошла в состав городской черты в 1961 году, также дав название улице Большие Полянки в 1968 году. Название отражает природный облик местности. Причём, в этих краях полянки имеют обыкновение быстро зарастать лесом. Однако в данном случае этого не происходило, так как они располагались на торфяниках, неблагоприятных для древесной растительности. Длительное существование однообразного ландшафта дало название населённому пункту. Отметим, что одно время он назывался посёлком Старые Полянки, так как появились Новые, видимо, с созданием станции. Постройка в этом районе в 1960-е — 1970-е годы современных кирпичных домов сформировала улицу, название которой явилось продолжением местной топонимии и присвоено ей в 1968 году. Добавим также, что поля (полянки) существовали действительно давно и очень долго. Известно, что в этой местности на полях в XVIII веке отбеливали холсты Ярославской Большой мануфактуры, отчего, кстати, произошло название слободы Забелицы, которая находится рядом.

## Использование
На станции имеются вокзал с билетной кассой и пешеходный путепровод.
Станция используется как остановочный пункт электричек южного направления (Ростов, Александров I и обратно в Ярославль).

## Расположение
Севернее Полянок дорога раздваивается, восточная ветка ведёт на Ярославль-Московский, северная — на Которосль. Поэтому часть электричек заходит на Ярославль-Московский, а часть прямо идёт через Которосль на Ярославль-Главный.
К югу от станции Полянки, но в стороне от основной линии, находится станция Новоярославская; один из путей, ведущих с Полянок на Новоярославскую, пересекает основную линию на Москву по путепроводу, который расположен южнее автомобильного путепровода.
Неподалёку от станции расположена остановка «Большие Полянки», на которой останавливаются автобусы № 2, 68 и маршрутное такси № 67, а также остановка «Улица Павлова», на которой останавливаются автобусы № 21б и 2.

## Роль станции
Станция выполняет очень важную роль в хозяйстве города. На станции десять путей, бывает, что все они заняты, кроме двух рабочих, которые должны быть постоянно свободны. Её создание в 1951 году было связано с планируемым строительством нефтеперерабатывающего завода и необходимостью перераспределения грузов. Но и до организации сортировочной станции этот разъезд выполнял свою роль. Во время Великой Отечественной войны на разъезде в районе деревни Полянки 288-я Дновская стрелковая дивизия, формировавшаяся под Ярославлем, загружалась в вагоны для отправки на фронт. Сразу после войны рядом, с Перекопской стороны была построена узкоколейная железная дорога для вывоза торфушек (кусков влажного торфа), добываемых на полях перед Забелицами пленными немцами для котельных Красного Перекопа.